# Ray Dorset
Raymond Edward Dorset (Ashford, Surrey; 21 de marzo de 1946) es un guitarrista, cantante y compositor británico, fundador de Mungo Jerry. Compuso la mayoría de las canciones del grupo, incluidos los exitosos sencillos "In the Summertime", "Baby Jump", "Lady Rose", "You Don't Have to Be in the Army to Fight in the War", "Long Legged Woman Dressed in Black" y "Hello Nadine", además de "Feels Like I'm in Love", un número uno para la cantante de música disco británica Kelly Marie.

## Primeros años
Dorset asistió a la Stanwell Road School (que pasó a llamarse Abbotsford County Secondary School) y luego a la Southall Grammar School a partir de los 13 años, tras aprobar un examen. Formó el grupo Blue Moon Skiffle cuando era adolescente.
Trabajó como aprendiz de peluquero durante nueve meses después de salir de la escuela sin titulación. Después estudió para obtener un título City and Guilds en el Twickenham College of Technology y trabajó para Radio Control Specialists Ltd, National Works, Bath Road, Hounslow, una empresa que fabricaba equipos de radiocontrol para maquetas y trabajos cinematográficos, así como componentes electromecánicos.

## Carrera musical
En 1968, Dorset formó el grupo Good Earth, que incluía a Colin Earl en los teclados, Dave Hutchins en el bajo y Ray Bowerman en la batería. Grabaron el álbum It's Hard Rock And All That en el sello discográfico Saga, antes de que Hutchins y Bowerman lo abandonaran. Joe Rush se unió a la tabla de lavar y el grupo adoptó un estilo de skiffle más acústico.
En 1970, con nuevos cambios en la formación, el grupo se convirtió en Mungo Jerry, con éxitos como "In the Summertime". La canción le llevó a Dorset sólo diez minutos componerla con una Fender Stratocaster de segunda mano mientras se tomaba un tiempo libre de su trabajo habitual, en un laboratorio para Timex.
Compuso la mayoría de las canciones del grupo, incluidos los exitosos sencillos "In the Summertime", "Baby Jump", "Lady Rose", "You Don't Have to Be in the Army to Fight in the War", "Long Legged Woman Dressed in Black" y "Hello Nadine.
Dorset también ha mantenido una carrera en solitario paralela a su liderazgo de Mungo Jerry. En 1972, publicó el álbum Cold Blue Excursion, compuesto íntegramente por canciones de su autoría, muchas de ellas con acompañamiento de cuerdas y metales. En 1983, formó parte del grupo de blues Katmandu con Peter Green y Vincent Crane, que grabó el álbum A Case for the Blues. En 1986, bajo el nombre de "Made in England", grabó y publicó la sintonía de la serie de televisión Prospects, que también se editó como sencillo.
Una de las canciones grabadas por Mungo Jerry, "Feels Like I'm in Love", fue escrita originalmente por Dorset para Elvis Presley, que murió antes de poder grabar la canción. Sin embargo, en 1979 fue grabada por la cantante de música disco británica Kelly Marie, y se convirtió en número uno en el Reino Unido en septiembre de 1980. Esto convirtió a Dorset en uno de los primeros compositores en encabezar la UK Singles Chart con sencillos interpretados por él mismo y por otro músico.

## Disputas posteriores
En 2012, Dorset demandó a su antigua empresa de gestión Associated Music International (AMI), dirigida por su antiguo amigo y gerente de negocios Eliot Cohen, reclamando más de 2 millones de libras esterlinas en concepto de derechos de autor de la canción que, según él, le habían sido retenidos. En el transcurso del proceso, Dorset negó haber acosado a su exmánager al cantar en un video "antisemita" titulado "Nail that Snail".
En 2017, el Tribunal Superior ordenó a Dorset reembolsar a AMI una suma de 33.600 libras esterlinas que había pagado a Editions Musicales Alpha Sarl (EMA), una empresa francesa de publicación de música, por la tergiversación de los derechos de propiedad de la canción de 1973 "Alright, Alright, Alright." Sin embargo, el juez se negó a ordenar el pago de los derechos perdidos a AMI.

## Vida personal
Padre de seis hijos, Dorset vive con su tercera esposa, Britta, en Bournemouth, Dorset. Entrevistado en 2014, Dorset dijo: "De cada uno de mis tres matrimonios han nacido dos hijos y también tengo tres nietos. Me casé con mi actual esposa, Britta, en 1995. Vendimos nuestra casa en su Alemania natal y nos trasladamos por completo a Bournemouth, donde estamos instalados desde 1994 y tenemos dos casas y un restaurante. Debería estar jubilado, pero mi cerebro es como el de un joven de 18 años".
Dorset es masón y miembro de la logia Chelsea n.º 3098. Se puede ver a Dorset interpretando "In the Summertime" en el documental de 5 partes "Inside the Freemasons", producido por la BBC en 2017.
En 2016, Dorset dijo que había sufrido el síndrome del intestino irritable durante más de 45 años, culpando en parte al "estilo de vida del rock 'n' roll" que disfrutó tras el éxito de "In the Summertime".
Dorset declaró durante una entrevista con el presentador de radio y televisión Mike Read que se había sometido a una operación a corazón abierto en 2021. Además añadió que ya no lleva sus patillas características porque eran difíciles de cuidar, y que aunque todo su pelo es natural, su color no lo es.